# Le Château des singes
Pour plus de détails, voir Fiche technique et Distribution.
Le Château des singes est un film français d'animation de Jean-François Laguionie sorti en 1999.
Une suite indirecte est sortie, Le Voyage du prince (2019), du même réalisateur et située dans le même univers, reprenant le personnage du prince,.

## Synopsis
Kom fait partie des Woonkos, tribu de singes qui vit dans la canopée et dont la hantise est de tomber dans le monde d'en bas, qu'elle croit peuplé de monstres maléfiques. Kom refuse de croire à ces vieilles légendes et, par bravade et imprudence, se retrouve projeté dans ce fameux monde, qui se révèle être celui des Laankos, un peuple au contraire accueillant. 
Sauvé par le roi, il découvre avec l'aide de Gina et du vieux maître Flavius la civilisation et les habitudes des habitants du château. Mais s'il devient le favori du roi, il se fait un terrible ennemi du grand chancelier, qui veut prendre le pouvoir.

## Fiche technique
- Titre français : Le Château des singes
- Scénario : Jean-François Laguionie et Norman Hudis, d'après Le Baron perché d'Italo Calvino
- Réalisation : Jean-François Laguionie
- Animation, images :
- Technique : cellulo, image numérique
- Musique : Alexandre Desplat
- Sociétés de production : Les Films du Triangle, La Fabrique, France 3, Steve Walsh Production, Cologne Cartoon, Kecskemet Films, Ventureworld Films
- Langue : français
- Format : couleurs - 35 mm, 1,85:1
- Durée : 75 minutes
- Dates de sortie : 1999

## Distribution
- Tara Römer : Kom
- Nadia Farès : Gina, la servante amoureuse
- Pierre Arditi : le Roi
- Jean Piat : Sérignole, le Grand Chambellan
- Michael Lonsdale : Maître Flavius
- Patrick Préjean : Gorine
- Janine Souchon : la gouvernante
- Yves Barsacq : Korkonak
- Ivana Coppola : la Princesse Ida, fille du roi
- Bruno Choël : Ludovic
- Lionel Melet : Margad
- Laurence Jeanneret : la mère de Kom
- Paul Barge : le narrateur
- Stéphane Péccoux : chansons